# Квалификације за Светско првенство у фудбалу за жене
Квалификације за ФИФА женско Светско првенство су процес кроз који пролази национална женска фудбалска репрезентација да би се квалификовала за Светско првенство у фудбалу за жене.
Квалификациони турнири се одржавају у шест континенталних зона ФИФА (Африка, Азија, Северна и Централна Америка и Кариби, Јужна Америка, Океанија, Европа), а организују их одговарајуће конфедерације. За сваки турнир, ФИФА унапред одлучује о броју места за сваку од континенталних зона, на основу релативне снаге тимова конфедерација. Домаћини Светског првенства добијају аутоматски пласман у финале. За Светско првенство у фудбалу за жене 2015. и 2019. број финалиста је порастао са 16 на 24. Са Светским првенством 2023, број ће бити повећан на 32. учесника До 2023. број ће бити 32.
Све конфедерације, осим УЕФА, одржавају процес квалификација током континенталних турнира. УЕФА организује сопствену фазу квалификација од 1999. године.

## Квалификациона места по континентима
У табели испод су наведени бројеви места које је ФИФА доделила за сваки континент на сваком турниру.
Интерконтинентални плеј-оф игра се у две утакмице, по једна утакмица код куће и једна у гостима. Тим који постигне већи укупан број голова квалификује се на Светско првенство. Такође важи правило голова у гостима. Ако ова правила не успеју да одреде победника, користе се продужеци и извођење једанаестераца.
"Х" означава аутоматско место за домаћина. Места у интерконтиненталном плеј-офу су представљена као разломци, при чему се место у директном плеј-офу рачуна као 0,5 места.
| Континентална зона                   | 1991 1        | 1995          | 1999          | 2003 2        | 2007          | 2011          | 2015          | 2019          | 2023 |
| ------------------------------------ | ------------- | ------------- | ------------- | ------------- | ------------- | ------------- | ------------- | ------------- | ---- |
| Африка                               | 1             | 1             | 2             | 2             | 2             | 2             | 3             | 3             | 4    |
| Азија                                | 3             | 2             | 3             | 2.5+Д         | 2.5+Д         | 3             | 5             | 5             | 5+Д  |
| Океанија                             | 1             | 1             | 1             | 1             | 1             | 1             | 1             | 1             | 0+Д  |
| Европа                               | 5             | 4+H           | 6             | 5             | 5             | 4.5+Д         | 8             | 8+Д           | 11   |
| Северна и Централна Америка и Кариби | 1             | 2             | 1.5+Д         | 2.5           | 2.5           | 2.5           | 3.5+Д         | 3.5           | 4    |
| Јужна Америка                        | 1             | 1             | 1.5           | 2             | 2             | 2             | 2.5           | 2.5           | 3    |
| Плеј−оф                              | Није постојао | Није постојао | Није постојао | Није постојао | Није постојао | Није постојао | Није постојао | Није постојао | 3    |
| Укупно                               | 12            | 12            | 16            | 16            | 16            | 16            | 24            | 24            | 32   |

- 1 У 1991. години Кина је била домаћин турнира, али је локација одређена након што су азијске квалификације завршене.
- 2 Првобитно је требао да буде одржан у Кини али је турнир пребачен у Сједињене Државе. Кина је задржала свој аутоматски квалификациони статус као првобитни домаћин.

## Учесници квалификационог такмичења током година
| Континенталне зоне                   | 1991 (12) | 1995 (12) | 1999 (16) | 2003 (16) | 2007 (16) | 2011 (16) | 2015 (24) | 2019 (24) | 2023 (32) |
| ------------------------------------ | --------- | --------- | --------- | --------- | --------- | --------- | --------- | --------- | --------- |
| Африка                               | 8         | 8         | 15        | 22        | 35        | 24        | 26        | 24        | 43        |
| Азија                                | 9         | 4         | 11        | 18        | 17        | 17        | 20        | 24        | 27        |
| Океанија                             | 3         | 3         | 6         | 10        | 10        | 8         | 4         | 11        | 9         |
| Европа                               | 18        | 30        | 161       | 161       | 251       | 41        | 46        | 46        | 51        |
| Северна и Централна Америка и Кариби | 8         | 5         | 112       | 223       | 32        | 26        | 28        | 28        | 32        |
| Јужна Америка                        | 3         | 5         | 10        | 10        | 10        | 10        | 10        | 10        | 10        |
| Укупно                               | 49        | 55        | 69        | 98        | 129       | 126       | 134       | 143       | 172       |
| Репрезентација учествовало           | 45        | 52        | 66        | 84        | 109       | 119       | 130       | 136       | 155       |
| Утакмица играно                      | 111       | 135       | 152       | 195       | 263       | 355       | 406       | 392       | 349       |
| Постигнуто голова                    | 445       | 655       | 803       | 867       | 1,032     | 1,436     | 1,686     | 1,562     | 1,635     |

- 1 Само екипе из европске класе А могле су да се квалификују у финале Светског првенства за жене. Друге екипе би у најбољем случају могле да буду промовисане у класу А за наредни турнир.
- 2Такмичила се и друга гватемалска екипа, али њихови мечеви нису уврштени на списак.
- 3 Сједињене Државе (на крају домаћини финала) такмичиле су се на квалификационом турниру.

## Први наступ у квалификацијама по екипи
У табели су наведени први наступи репрезентације у квалификацијама. Тимови који су први пут ушли у жреб, а одустали, су исписани курзивом.
| Светско пр. | Европа | Јужна Америка                         | Северна, Централна Америка и Кариби | Азија | Африка | Океанија                                               | Тотал |
| ----------- | --- | ------------------------------------- | --- | --- | --- | ------------------------------------------------------ | ----- |
| 1991        | Белгија · Бугарска · Чехословачка · Данска · Енглеска · Финска · Француска · Немачка · Мађарска · Италија · Холандија · Северна Ирска · Норвешка · Пољска · Република Ирска · Шпанија · Шведска · Швајцарска | Бразил · Чиле · Венецуела             | Канада · Костарика · Хаити · Јамајка · Мексико · Тринидад и Тобаго · Сједињене Државе | Кина · Кинески Тајпеј · Хонгконг · Јапан · Северна Кореја · Јужна Кореја · Малезија · Сингапур · Тајланд | Камерун · Конго · Гана · Гвинеја · Нигерија · Сенегал · Замбија · Зимбабве                                                                                    | Аустралија · Нови Зеланд · Папуа Нова Гвинеја          | 44    |
| 1995        | Хрватска · Чешка · Грчка · Исланд · Летонија · Литванија · Португалија · Румунија · Русија · Шкотска · Словачка · Словенија · Украјина · Велс · ФР Југославија                                               | Аргентина · Боливија · Еквадор        | Нема | Нема | Ангола · Сијера Леоне · Јужна Африка · Замбија | Нема                                                   | 21    |
| 1999        | None | Колумбија · Парагвај · Перу · Уругвај | Салвадор · Гватемала · Гвајана · Хондурас · Порторико | Гвам · Индија · Казахстан · Филипини · Узбекистан                                                        | ДР Конго · Египат · Кенија · Лесото · Мароко · Мозамбик · Намибија · Свазиленд · Уганда                                                                       | Америчка Самоа · Фиџи · Самоа                          | 24    |
| 2003        | Молдавија | Нема                                  | Бахами · Белизе · Доминика · Доминиканска Република · Монтсерат · Никарагва · Панама · Света Луција · Суринам · Америчка Девичанска Острва                                                               | Индонезија · Мјанмар · Непал · Вијетнам                                                                  | Боцвана · Екваторијална Гвинеја · Еритреја · Етиопија · Габон · Гвинеја Бисао · Обала Слоноваче · Мали · Сао Томе и Принсипе · Сенегал · Танзанија · Зимбабве | Кукова Острва · Француска Полинезија · Тонга · Вануату | 21    |
| 2007        | Аустрија · Белорусија · Србија и Црна Гора | Нема                                  | Антигва и Барбуда · Аруба · Барбадос · Бермуди · Британска Девичанска Острва · Кајманска Острва · Гренада · Холандски Антили · Никарагва · Сент Китс и Невис · Сент Винсент и Гренадини · Теркс и Кејкос | Индонезија · Малдиви                                                                                     | Алжир · Бенин · Централноафричка Република · Конго · Џибути · Кенија · Либија · Малави · Намибија · Того                                                      | Нова Каледонија · Соломонова Острва · Тонга            | 28    |
| 2011        | Јерменија · Азербејџан · Босна и Херцеговина · Естонија · Грузија · Израел · Македонија · Малта · Србија · Турска                                                                                            | Нема                                  | Ангвила · Белизе · Куба | Бангладеш · Иран · Јордан · Киргистан · Палестина                                                        | Боцвана · Тунис | Француска Полинезија · Вануату                         | 21    |
| 2015        | Албанија · Фарска Острва · Луксембург · Црна Гора | Нема                                  | Нема | Бахреин · Бангладеш · Кувајт · Либан                                                                     | Буркина Фасо · Комори · Руанда · Јужни Судан | Нема                                                   | 11    |
| 2019        | Андора · Косово | Нема                                  | Нема | Ирак · Сирија · Таџикистан · УАЕ                                                                         | Гамбија · Либија | Нова Каледонија                                        | 9     |
| 2023        | Кипар | Нема                                  | Нема | Авганистан · Лаос · Монголија · Непал · Туркменистан                                                     | Бурунди · Гвинеја Бисао · Либерија · Мауританија · Нигер · Јужни Судан · Судан                                                                                | Нема                                                   | 10    |